# كيشا سبنسر
كيشا سبنسر (بالإنجليزية: Keisha Spencer)‏ هي منافسة ألعاب القوى جامايكية، ولدت في 16 فبراير 1978.

## وصلات خارجية
- كيشا سبنسر على موقع الاتحاد الدولي لألعاب القوى (الإنجليزية)
- كيشا سبنسر على موقع أوليمبيديا (الإنجليزية)